# Eric McCormack
Eric McCormack (Toronto (Ontario), 18 april 1963) is een Canadese acteur. In Nederland en België werd hij vooral bekend door de vertolking van de rol van de homoseksuele advocaat Will Truman in de comedy Will & Grace. Voor die rol kreeg hij in 2001 een Emmy Award.

## Biografie

### Jeugd
McCormack groeide op in Toronto. Met de steun van zijn ouders volgde hij opleidingen aan de Ryerson Toneelschool in Toronto en aan de Banff School van Kunsten. Vervolgens nam hij vijf seizoenen deel aan het Stratford Shakespeare Festival. Daarna verhuisde hij naar Vancouver, waar hij terechtkwam in de televisie- en filmwereld. Hij heeft zowel een Canadees als een Amerikaans paspoort.

### Carrière
Sinds 1990 heeft Eric McCormack in veel series en televisiefilms gespeeld. In 2001 maakte hij zijn debuut op Broadway als Harold Hill in de productie The Music Man.
McCormack maakte zijn debuut als schrijver/regisseur met de korte film Pirates uit 2003.
Sinds 2016 speelt McCormack een van de hoofdrollen in de Canadese sciencefictionserie Travellers.
In 2018 kreeg hij een ster op de Hollywood Walk of Fame.

### Privé
McCormack was getrouwd met Janet Holden tot november 2023. Samen hebben zij een zoon.

## Filmografie
- The Boys from Syracuse (televisiefilm, 1986) - Leerling-kleermaker
- Much Ado About Nothing (televisiefilm, 1987) - Balthasar
- Street Legal televisieserie - Cal (aflevering Divine Image, 1990)
- Katts and Dog televisieserie - David Baxter (aflevering The Fugitive, 1990)
- E.N.G. televisieserie (afleveringen Bones, 1990 en Lest You Be Judged, 1991)
- Street Legal televisieserie - Barry Taylor (aflevering On Women and Independence, 1992)
- The Lost World (1992) - Edward Malone
- Return to the Lost World (1992) - Edward Malone
- Giant Steps (1992) - Jack Sims
- Neon Rider televisieserie - Derek (aflevering A Perfect 10, 1992)
- Street Justice televisieserie - Detective Eric Rothman (aflevering Each One, Teach One, 1992)
- Relentless: Mind of a Killer (televisiefilm, 1993) - Stu Feltzer
- Family of Strangers (televisiefilm, 1993) - Sam
- Miracle on Interstate 880 (televisiefilm, 1993) - Tony
- The Commish televisieserie - Officer Danny Nolan (aflevering The Ides of March, 1993)
- Call of the Wind (televisiefilm, 1993) - Hal
- Double, Double, Toil and Trouble (televisiefilm, 1993) - Don Farmer
- Silk Stalkings televisieserie - Michael O'Hara (aflevering Ladies Night Out, 1993)
- Island City (televisiefilm, 1994) - Greg 23
- The Man Who Wouldn't Die (televisiefilm, 1994) - Jack Sullivan
- Lonesome Dove: The Series televisieserie - Col. Francis Clay Mosby (21 afleveringen, 1994-1995)
- Night Visitors (televisiefilm, 1996) - Andy Robinson
- Highlander televisieserie - Matthew McCormick (aflevering Manhunt, 1996)
- Diagnosis Murder televisieserie - Boyd Merrick (aflevering An Explosive Murder, 1996)
- Townies televisieserie - Scott (5 afleveringen, 1996)
- Lonesome Dove: The Outlaw Years televisieserie - Clay Mosby (22 afleveringen, 1995-1996)
- The Outer Limits televisieserie - John Virgil (aflevering Tempests, 1997)
- Exception to the Rule (1997) - Timothy Bayer
- Jenny televisieserie - Jason Slade (aflevering Pilot, 1997)
- Borrowed Hearts (televisiefilm, 1997) - Sam Field
- Veronica's Closet televisieserie - Griffin (aflevering Veronica's Brotherly Love, 1997)
- Ally McBeal televisieserie - Kevin Kepler (aflevering Being There, 1998)
- Free Enterprise (1998) - Mark
- Holy Man (1998) - Scott Hawkes
- A Will of Their Own (Miniserie, 1998) - Pierce Peterson
- The Audrey Hepburn Story (televisiefilm, 2000) - Mel Ferrer
- Here's to Life! (2000) - Owen Rinard
- Dead Like Me televisieserie - Ray Summers (afleveringen Death Defying, Ashes to Ashes en Forget Me Not, 2004)
- Break a Leg (2005) - Donkergehaarde acteur
- The Sisters (2005) - Gary Sokol
- Will & Grace televisieserie - Will Truman (186 afleveringen, 1998-2006)
- Will & Grace: Say Goodnight Gracie (televisiefilm, 2006) - Will Truman
- Lovespring International televisieserie - Roman (aflevering Lydia's Perfect Man, 2006)
- The Charlotte Church Show televisieserie - Hywl (aflevering 1.1, 2006)
- My One and Only (2009) - Charlie
- Alien Trespass (2009) - Ted Lewis/Urp
- Perception (2012-2015) - Dr. Daniel Pierce
- Travelers (televisieserie, 2016) - Special Agent Grant MacLaren